# 혼 (드라마)
《혼》(魂)은 2009년 8월 5일부터 2009년 9월 3일까지 방영된 MBC 납량특집 드라마다.

## 등장 인물

### 주요 인물
- 이서진 : 신류(34세) 역 (아역 서준영)

해외에서도 유명한 범죄심리학의 대가이며, 범죄자 프로파일러이다. 가공할 만한 전력의 살인범들도 그 앞에서는 고양이 앞의 쥐처럼 주눅들게 하는 카리스마가 있다. 고등학교 때 반친구들로 인해 동생이 눈 앞에서 죽고, 그것으로 인해 엄마마저 자살하게 된다. 하지만 힘없는 자기가 할 수 있는 일은 아무것도 없었다. 세상의 선을 위해서 악의 한가운데 들어선다.
- 임주은 : 윤하나(18세) 역 (아역 안서현)

덜렁거리는 성격 탓에 사고뭉치지만 정의파다. 다리를 약간 저는 쌍둥이 동생 두나도, 혼자 사는 엄마도, 왕따 당하는 시우도 모두 나서서 지켜준다. 어릴 때 큰 화재사고에서 살아남은 그녀는 어느 날 죽은 영혼들을 보기도 하고 그들의 이야기를 듣기도 하며, 귀신에 빙의되어 괴력을 부리기도 한다.
- 이진 : 이혜원(33세) 역

정신분석 상담의. 업무상 스트레스가 많아 환자 아닌 사람들에게는 톡톡 쏘는 말투지만 내면은 따뜻하고 인간적이다. 화나면 화내고 슬프면 울고 좋으면 좋다고 한다. 당차고 똑똑하고 아름답고 능력있다. 신류의 옛 애인.
- 박건일(슈퍼노바) : 정시우(19세) 역

하나의 친구. 하나를 지켜주려 노력한다.
- 지연(티아라) : 윤두나(18세) 역 (아역 김지원)

하나의 쌍둥이 여동생. 종찬과 그의 친구들의 의해 죽게 된다.
- 김갑수 : 백도식(49세) 역

승소율 100%를 자랑하는 변호사. 남들에게 보여지는 모습은 선량하고 겸손하기까지 한 인물이지만 삐뚤어진 부성애로 나쁜짓을 많이 한다. 범죄를 저지른 어린 학생들을 구해주고 자기의 수하에 놓고, 처리해야 할 더러운 일은 그들의 손을 빌어 처리한다.
- 김성령 : 하나의 엄마(43세) 역

젊어서 남편과 사별하고 꽃집을 운영하며 딸을 키우면서 착하고 예쁘게 사는 여자다.
- 유연석 : 백종찬(19세) 역 (아역 엄지성)

잘난 집안의 일원이 되기 위해 노력했지만 그에 미치지 못하는 스트레스가 엄청나 삐뚤어질 대로 삐뚤어졌다.

### 그 외 인물
과거 사건과 연관된 인물
- 추헌엽 : 김윤오 역 (아역 이민우)

과거 신류의 동생 소이를 죽게 한 사람 중에 한 명. 지금은 변호사로, 백도식의 더러운 일을 처리해 주고 있다.
- 곽민석 : 노승근 역 (아역 임규환)

신류의 동생 소이가 이 사람의 칼에 찔러 죽는다. 지금은 백도신의 개처럼 쓰이고 있다.
- 김광규 : 배성빈 역 (아역 최성윤)

윤오와 승근의 같은 패거리로 지금은 백도신의 개처럼 쓰이고 있다.
- 전보람 (티아라) : 신소이 역. 신류의 여동생

 현재 사건과 연관된 인물
- 이규한 : 서준희 역

의사이며 사이코패스로 자신의 병원에서 여러 명의 여자를 죽었다.
- 송보배 : 박지은 역

편의점 아르바이트 여고생으로, 서준희 사건의 피해자
- 권현상 : 조재일 역

종찬의 친구로 화재로 죽은 두나의 사건과 관련 있는 인물
- 박재웅 : 마광현 역

종찬의 친구로 화재로 죽은 두나의 사건과 관련 있는 인물
- 최수은 : 장미라 역

학교 부회장. 학교 건물 옥상에서 바이올린을 켠 뒤 뛰어내려 자살한다.
- 정다솔 : 간호사 역

신류에게 최면이 걸리는 간호사.
- 최범호 : 장형사 역

## 시청률
최저 시청률과 최고 시청률은 시청률 조사회사와 지역별로 시청률에 차이가 있을 수 있습니다.
| 2009년 | 2009년   | 2009년         | 2009년       | 2009년         | 2009년       |
| 회차   | 방송일   | TNS시청률      | TNS시청률    | AGB시청률      | AGB시청률    |
| 회차   | 방송일   | 대한민국(전국) | 서울(수도권) | 대한민국(전국) | 서울(수도권) |
| ------ | -------- | -------------- | ------------ | -------------- | ------------ |
| 제1회  | 8월 5일  | 11.5%          | 12.6%        | 11.0%          | 12.9%        |
| 제2회  | 8월 6일  | 12.0%          | 14.2%        | 10.6%          | 12.8%        |
| 제3회  | 8월 12일 | 12.0%          | 13.8%        | 10.1%          | 11.2%        |
| 제4회  | 8월 13일 | 9.4%           | 10.4%        | 9.6%           | 10.7%        |
| 제5회  | 8월 19일 | 10.1%          | 11.4%        | 8.2%           | 8.9%         |
| 제6회  | 8월 20일 | 9.1%           | 10.6%        | 8.3%           | 8.8%         |
| 제7회  | 8월 26일 | 9.8%           | 11.2%        | 8.4%           | 8.4%         |
| 제8회  | 8월 27일 | 8.3%           | 9.6%         | 7.6%           | 7.7%         |
| 제9회  | 9월 2일  | 7.6%           | 8.8%         | 7.6%           | 7.8%         |
| 제10회 | 9월 3일  | 7.2%           | 8.4%         | 6.7%           | 7.4%         |

## 참고 사항
- 본 영화의 특징으로서, 억울하게 살해된 귀신이 여고생인 여자 주인공 하나의 몸에 빙의돼 복수를 하고, 또한 그녀를 이용해 악을 응징하려던 범죄 프로파일러 신류가 악마로 변해간다는 내용을 극화한 것이다.
- 이서진의 브라운관 복귀와 더불어 지난 1994년 M과 1995년 《거미》 이후 14년 만에 부활한 납량특집 수목드라마라는 점에서 방영 전 화제가 되었다.
- 방송 초기엔, 구성있는 기획과 독특한 연출 기법 등으로 호평을 받았으나, 작가 교체와 부족한 촬영 시간으로, 폭력성 시비 문제가 간접적으로 거론되어, 개연성이 뒤떨어진다는 특징이 있다.
- KBS 드라마운영팀의 곽기원 팀장의 인터뷰에서, "방송 횟수를 계속 거듭할 때마다, 자체 최저 시청률을 기록하며 종영한 작품이므로, 극 중에서 죽음을 암시하는 포악한 장면이 삽입되어, 사회적 질서를 위협하는 위험적인 수준에 가깝다는 특징 때문에, 국내 제작 드라마 중 유일무이하게, 청소년 보호법상, 19세 이상 시청가로 분류하여, 청소년 유해 매체물로 고시한 바 있다"라고 덧붙였다.[1][2]

## 동일 소재 드라마
- 전설의 고향 (KBS 드라마본부 제작)
- 거미 (MBC 드라마본부 제작)
- M (MBC 드라마본부 제작)